# إلينويس (إلينوي)
إلينويس (بالإنجليزية: Illiopolis)‏ هي منطقة سكنية تقع في الولايات المتحدة في إلينوي. يقدر عدد سكانها بـ 891 نسمة .

## التركيبة السكانية
حدّد مكتب تعداد الولايات المتحدة بيانات التركيبة السكانية لإلينويس في تعداد الولايات المتحدة. في ما يلي، التركيبة السكانية حسب تعدادي 2000 و2010.

### تعداد عام 2000
بلغ عدد سكان إلينويس 916 نسمة بحسب تعداد عام 2000، وبلغ عدد الأسر 362 أسرة وعدد العائلات 263 عائلة مقيمة في القرية. في حين سجلت الكثافة السكانية 810.6 نسمة لكل كيلومتر مربع (2,099.4/ميل2). وبلغ عدد الوحدات السكنية 390 وحدة بمتوسط كثافة قدره 345.1 لكل كيلومتر مربع (893.8/ميل2).
وتوزع التركيب العرقي للقرية بنسبة 98.91% من البيض و0.22% من الأمريكيين الأصليين و0.87% من عرقين مختلطين أو أكثر و0.11% من الهسبانيون أو اللاتينيون من أي عرق.
بلغ عدد الأسر 362 أسرة كانت نسبة 36.7% منها لديها أطفال تحت سن الثامنة عشر تعيش معهم، وبلغت نسبة الأزواج القاطنين مع بعضهم البعض 58.3% من أصل المجموع الكلي للأسر، ونسبة 8.8% من الأسر كان لديها معيلات من الإناث دون وجود شريك،  بينما كانت نسبة 5.5% من الأسر لديها معيلون من الذكور دون وجود شريكة وكانت نسبة 27.3% من غير العائلات. تألفت نسبة 23.2% من أصل جميع الأسر من عدة أفراد يعيشون في نفس المنزل ونسبة 9.4% كانت تتألف من شخص يعيش بمفرده يبلغ من العمر 65 عاماً أو أكثر. وبلغ متوسط حجم الأسرة المعيشية 2.53، أما متوسط حجم العائلات فبلغ 2.99.
بلغ العمر الوسطي للسكان 37.1 عاماً. وكانت نسبة 25.4% من القاطنين تحت سن الثامنة عشر، وكانت نسبة 9.1% بين الثامنة عشر والرابعة والعشرين عاماً، ونسبة 30.1% كانت واقعةً في الفئة العمرية ما بين الخامسة والعشرين والرابعة والأربعين عاماً، ونسبة 23.9% كانت ما بين الخامسة والأربعين والرابعة والستين، ونسبة 11.5% كانت ضمن فئة الخامسة والستين عاماً فما فوق. يوجد لكل 100 أنثى 96.1 ذكر، ويوجد لكل 100 أنثى في الثامنة عشر من عمرها فما فوق 99.7 ذكر.
بلغ متوسط دخل الأسرة في القرية 42,361 دولارًا، أما متوسط دخل العائلة فبلغ 50,833 دولارًا. وكان متوسط دخل الذكور 33,625 دولارًا مقابل 25,000 دولارًا للإناث. وسجل دخل الفرد الخاص بالقرية 17,881 دولارًا. وكانت نسبة 3.4% من العائلات ونسبة 3.7% من السكان تحت خط الفقر، وكان من هؤلاء نسبة 4.1% تحت سن الثامنة عشر ونسبة 8.8% في الخامسة والستين من العمر وما فوق.

### تعداد عام 2010
بلغ عدد سكان إلينويس 891 نسمة بحسب تعداد عام 2010، وبلغ عدد الأسر 342 أسرة وعدد العائلات 244 عائلة مقيمة في القرية. في حين سجلت الكثافة السكانية 788.5 نسمة لكل كيلومتر مربع (2,042.2/ميل2). وبلغ عدد الوحدات السكنية 384 وحدة بمتوسط كثافة قدره 339.8 لكل كيلومتر مربع (880.1/ميل2).
وتوزع التركيب العرقي للقرية بنسبة 98.09% من البيض و0.56% من الأمريكيين الأفارقة و0.11% من الأمريكيين الأصليين و0.11% من الأعراق الأخرى و1.12% من عرقين مختلطين أو أكثر و0.45% من الهسبانيون أو اللاتينيون من أي عرق.
بلغ عدد الأسر 342 أسرة كانت نسبة 38.3% منها لديها أطفال تحت سن الثامنة عشر تعيش معهم، وبلغت نسبة الأزواج القاطنين مع بعضهم البعض 55.6% من أصل المجموع الكلي للأسر، ونسبة 9.4% من الأسر كان لديها معيلات من الإناث دون وجود شريك،  بينما كانت نسبة 6.4% من الأسر لديها معيلون من الذكور دون وجود شريكة وكانت نسبة 28.7% من غير العائلات. تألفت نسبة 24.3% من أصل جميع الأسر من عدة أفراد يعيشون في نفس المنزل ونسبة 9.6% كانت تتألف من شخص يعيش بمفرده يبلغ من العمر 65 عاماً أو أكثر. وبلغ متوسط حجم الأسرة المعيشية 2.61، أما متوسط حجم العائلات فبلغ 3.09.
بلغ العمر الوسطي للسكان 36.3 عاماً. وكانت نسبة 27.8% من القاطنين تحت سن الثامنة عشر، وكانت نسبة 7.7% بين الثامنة عشر والرابعة والعشرين عاماً، ونسبة 24.8% كانت واقعةً في الفئة العمرية ما بين الخامسة والعشرين والرابعة والأربعين عاماً، ونسبة 26.6% كانت ما بين الخامسة والأربعين والرابعة والستين، ونسبة 13% كانت ضمن فئة الخامسة والستين عاماً فما فوق. وتوزع التركيب الجنسي للسكان بنسبة 50.2% ذكور و49.8% إناث.